# Scheitelpunkt
Scheitelpunkte, kurz Scheitel, sind in der Geometrie besondere Punkte auf Kurven. Die Scheitelpunkte eines Kegelschnitts (Ellipse, Parabel oder Hyperbel) sind die Schnittpunkte der Kurve mit den Symmetrieachsen. Sie sind gleichzeitig die Punkte, an denen die Krümmung maximal oder minimal ist. Der Scheitelpunkt einer aufrecht stehenden Parabel, der Funktionsgraph einer quadratischen Funktion ist, ist auch Hochpunkt oder Tiefpunkt des Graphen. Durch die Lage des Scheitelpunkts und den Streckfaktor ist der Graph einer quadratischen Funktion eindeutig bestimmt. Die rechnerische Bestimmung des Scheitelpunkts ist somit ein wichtiges Hilfsmittel, um den Graphen einer quadratischen Funktion zu zeichnen.
Allgemeiner bezeichnet man in der Differentialgeometrie einen Punkt auf einer regulären Kurve als Scheitel oder Scheitelpunkt, wenn die Krümmung dort ein lokales Extremum (also ein lokales Maximum oder Minimum) besitzt. Der Vierscheitelsatz macht eine Aussage über die Existenz und die Anzahl von Scheitelpunkten bei einfach geschlossenen glatten ebenen Kurven.

## Scheitelpunkt eines Kegelschnitts
Die Scheitelpunkte eines Kegelschnitts sind die Schnittpunkte einer solchen Kurve mit deren Symmetrieachsen. Die Ellipse hat vier Scheitel, zwei Hauptscheitel und zwei Nebenscheitel, bei der Hyperbel treten zwei auf, bei der Parabel nur einer, der Kreis hat keinen expliziten Scheitelpunkt.

## Scheitelpunkt einer Parabel
Der Graph einer quadratischen Funktion ist eine Parabel. Ihr Scheitelpunkt ist identisch mit dem Hochpunkt (lokales Maximum), wenn sie nach unten geöffnet ist, und identisch mit dem Tiefpunkt (lokales Minimum), wenn sie nach oben geöffnet ist.
Wenn die Lage des Scheitelpunkts bekannt ist, kann die Parabel, sofern sie weder gestaucht noch gestreckt ist, mit Hilfe einer Parabelschablone schnell in ein Koordinatensystem gezeichnet werden. Man kann die Parabelschablone auch zum Zeichnen von gestauchten oder gestreckten Parabeln verwenden, wenn man das Koordinatensystem entsprechend skaliert.
Die Koordinaten {\displaystyle x_{S},y_{S}} des Scheitelpunkts lassen sich auf verschiedene Weisen ermitteln.

### Scheitelpunktform
Jede quadratische Funktion lässt in der Form
{\displaystyle f(x)=a(x-x_{S})^{2}+y_{S}}
schreiben. Dabei sind {\displaystyle x_{S},y_{S}} die Koordinaten des Scheitelpunkts, weshalb man diese Darstellung auch Scheitelform oder Scheitelpunktform nennt. Liegt eine quadratische Funktion in Scheitelpunktform vor, so können die Koordinaten des Scheitelpunkts direkt abgelesen werden.

#### Beispiel
Die quadratische Funktion
{\displaystyle f(x)=2(x+2)^{2}+3}
hat ihren Scheitelpunkt bei {\displaystyle S(-2|3)}.

### Allgemeine Form
Liegt eine quadratische Funktion in der allgemeinen Form
{\displaystyle f(x)\,=ax^{2}+bx+c}
mit {\displaystyle a\neq 0} vor, so lauten die Koordinaten des Scheitelpunkts
{\displaystyle x_{S}=-{\frac {b}{2a}},\quad y_{S}=c-{\frac {b^{2}}{4a}}}.

Es gibt mehrere Möglichkeiten, diese Formeln herzuleiten (siehe unten).

Diagramm zu Beispiel 1

#### Beispiel
Für die quadratische Funktion
{\displaystyle f(x)=x^{2}-6x+4}
liefert Einsetzen von {\displaystyle a=1,b=-6} und {\displaystyle c=4} in die Formeln für {\displaystyle x_{S}} und {\displaystyle y_{S}} sofort die Koordinaten des Scheitelpunkts:
{\displaystyle x_{S}=-{\frac {-6}{2}}=3\quad }und {\displaystyle \quad y_{S}=4-{\frac {(-6)^{2}}{4\cdot 1}}=-5}.

#### Herleitung mittels Verschiebung
Die Normalparabel {\displaystyle y=x^{2}} hat ihren Scheitel im Koordinatenursprung. Eine Streckung in {\displaystyle y}-Richtung mit dem Streckungsfaktor {\displaystyle a} (Parabelgleichung {\displaystyle y=ax^{2}}) ändert daran nichts.
Wird diese Parabel jetzt in {\displaystyle x}-Richtung um {\displaystyle x_{S}} Einheiten und in {\displaystyle y}-Richtung um {\displaystyle y_{S}} Einheiten verschoben, so dass ihr Scheitel die Koordinaten {\displaystyle S(x_{S}|y_{S})} besitzt, so hat die verschobene Parabel die Koordinatengleichung
{\displaystyle (y-y_{S})=a(x-x_{S})^{2}}.
Durch Ausmultiplizieren und Umstellen erhält man
{\displaystyle y=ax^{2}-2ax_{S}x+a(x_{S})^{2}+y_{S}}.
Koeffizientenvergleich mit der allgemeinen Form {\displaystyle y=ax^{2}+bx+c} liefert
{\displaystyle b=-2ax_{S}\quad } und {\displaystyle \quad c=a(x_{S})^{2}+y_{S}}.
Hieraus erhält man
{\displaystyle x_{S}={\frac {b}{-2a}},\quad y_{S}=c-{\frac {b^{2}}{4a}}}.

#### Herleitung mittels Überführung in Scheitelpunktform
Die Koordinaten des Scheitelpunkts können hergeleitet werden, indem die allgemeine Form {\displaystyle f(x)=ax^{2}+bx+c} mithilfe von Termumformungen in die Scheitelpunktform überführt wird. Zunächst wird der Leitkoeffizient ausgeklammert und dann mithilfe quadratischen Ergänzung und elementaren Termumformungen die Scheitelpunktform hergestellt:
{\displaystyle {\begin{aligned}f(x)&=a\left(x^{2}+{\frac {b}{a}}x\right)+c\\&=a\left(\underbrace {x^{2}+2\,{\frac {b}{2a}}x+\left({\frac {b}{2a}}\right)^{2}} -\left({\frac {b}{2a}}\right)^{2}\right)+c\\&=a\left(\qquad \left(x+{\frac {b}{2a}}\right)^{2}\quad -\quad \left({\frac {b}{2a}}\right)^{2}\right)+c\\&=a\left(x+{\frac {b}{2a}}\right)^{2}-a{\frac {b^{2}}{4a^{2}}}+c\\&=a\left(x-\left(-{\frac {b}{2a}}\right)\right)^{2}+c-{\frac {b^{2}}{4a}}\end{aligned}}}
Daraus können die Koordinaten des Scheitelpunktes direkt abgelesen werden: {\displaystyle x_{S}=-{\frac {b}{2a}},\quad y_{S}=c-{\frac {b^{2}}{4a}}}.

#### Herleitung mithilfe der Differentialrechnung
Da quadratische Funktionen differenzierbar sind und der Scheitelpunkt ein lokales Extremum ist, kann der Scheitelpunkt mithilfe der Differenzialrechnung ermittelt werden. Eine quadratische Funktion {\displaystyle f(x)=ax^{2}+bx+c} hat die Ableitung {\displaystyle f'(x)=2ax+b}. Aus der notwendigen Bedingung erhält man die {\displaystyle x}-Koordinate des Scheitelpunkts:
{\displaystyle 2ax+b=0\quad \Rightarrow x_{S}={\frac {-b}{2a}}}
Einsetzen von {\displaystyle x_{S}} in die Funktionsgleichung liefert die {\displaystyle y}-Koordinate des Scheitelpunkts:
{\displaystyle y_{S}=f\left({\frac {-b}{2a}}\right)=c-{\frac {b^{2}}{4a}}}.

#### Herleitung mithilfe von Nullstellen
Hat eine quadratische Funktion {\displaystyle f(x)=ax^{2}+bx+c} die Nullstellen {\displaystyle x_{1}} und {\displaystyle x_{2}}, so liegt die {\displaystyle x}-Koordinate des Scheitelpunktes {\displaystyle x_{S}} aufgrund der Achsensymmetrie der Parabel stets in deren Mitte:
{\displaystyle x_{S}={\frac {x_{1}+x_{2}}{2}}}.
Mit der a-b-c-Formel lassen sich die Nullstellen mithilfe der Koeffizienten {\displaystyle a,b,c} ausdrücken:
{\displaystyle x_{1}={\frac {-b+{\sqrt {b^{2}-4ac}}}{2a}},\quad x_{2}={\frac {-b-{\sqrt {b^{2}-4ac}}}{2a}}}.
Einsetzen der rechten Seiten in die Mittelpunktsgleichung liefert {\displaystyle x_{S}=-b/(2a)}. Die {\displaystyle y}-Koordinate des Scheitelpunktes {\displaystyle y_{S}} erhält man dann durch Einsetzen von {\displaystyle x_{S}} in die Funktionsgleichung.
Auf eine ähnliche Weise erhält man die Koordinaten des Scheitelpunkts für eine quadratische Funktion {\displaystyle f(x)=ax^{2}+bx+c}, für welche die Existenz von Nullstellen nicht vorausgesetzt werden muss. Dazu wird {\displaystyle f} um {\displaystyle c} nach unten (falls {\displaystyle c>0}) bzw. nach oben (falls {\displaystyle c<0}) verschoben, wodurch man die Funktion
{\displaystyle g(x)=ax^{2}+bx=x(ax+b)}
erhält. Da {\displaystyle g} aus {\displaystyle f} durch eine vertikale Verschiebung hervorgegangen ist, haben die Scheitelpunkte von {\displaystyle f} und {\displaystyle g} dieselbe {\displaystyle x}-Koordinaten. Die Nullstellen von {\displaystyle g} sind nach dem Satz vom Nullprodukt gegeben als
{\displaystyle x_{1}=0} und {\displaystyle x_{2}=-b/a}
Einsetzen in die Mittelpunktsgleichung liefert {\displaystyle x_{S}=-b/(2a)}.